# Панджара

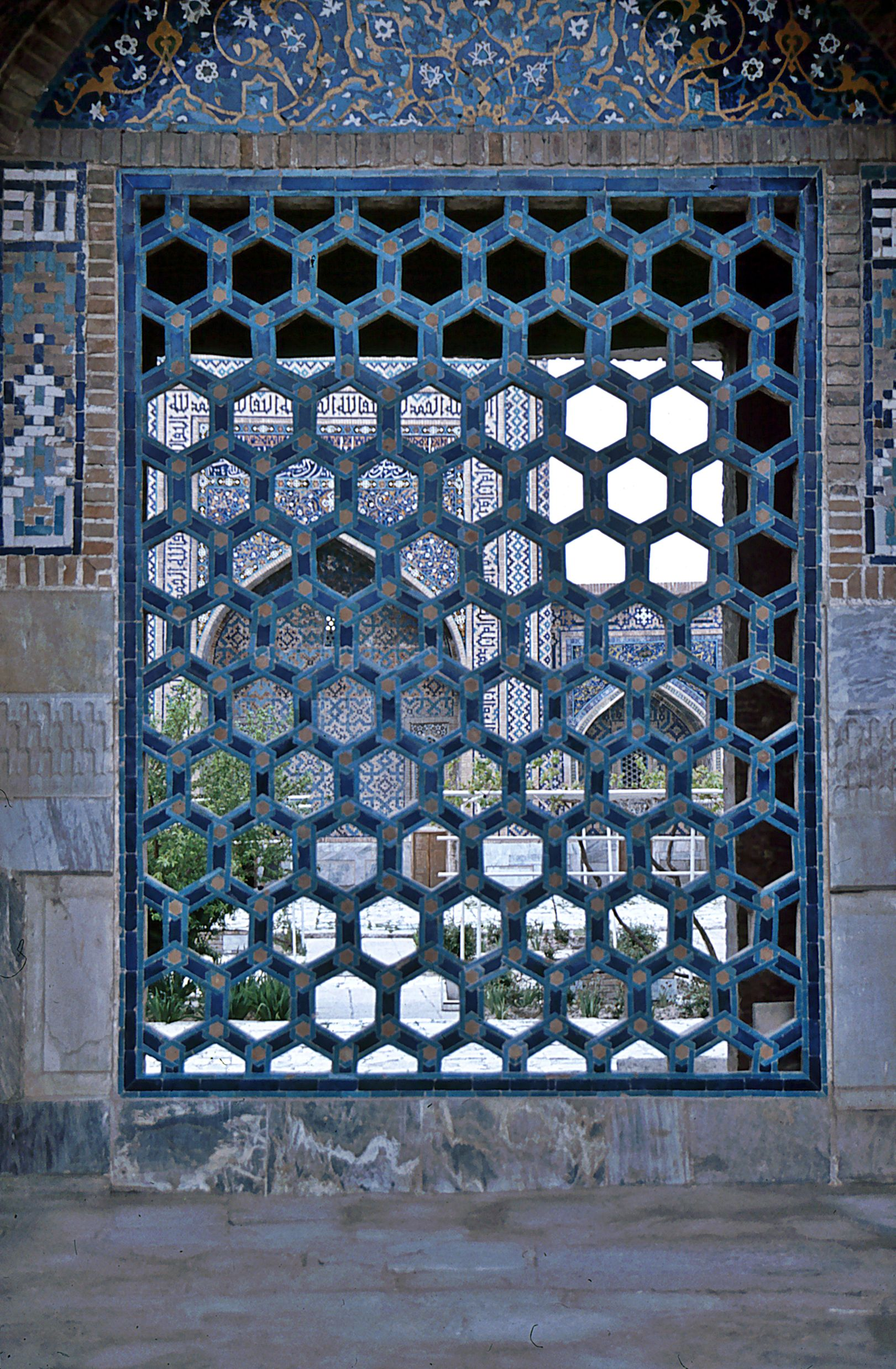
Панджара в медресе Улугбека

Панджара (тадж. панҷара: решётка) — узорчатая оконная решётка в странах средневековой Средней Азии. Получили также распространение в Азербайджане и Индии.
Служили для проветривания помещения и доступа в него непрямого естественного света. Характерны для эпохи Тимуридов. Панджарами также ограждали крытые террасы и балконы.
Обыкновенно изготавливались из дерева, но также вырезали из камня и лили из ганча. Мастера создавали ажурный узор, в проемы которого вставляли цветные стекла.
В советское время их начали изготавливать с использованием новых материалов и технологий, из бетона и алюминия (в середине 1970х годов в Ташкенте на одном из многоэтажных зданий была установлена самая большая узорчатая решётка такого типа - закрывавшая сразу двадцать окон на фасаде).